# Għasri
Għasri – jedna z jednostek administracyjnych na Malcie. Mieszka tutaj 518 osób. Miejscowość znajduje się na wyspie Gozo.

## Turystyka
- Kościół Bożego Ciała, kościół z 1916 roku[4]
- Bazylika Opieki Matki Bożej, z 1739 roku[5]
- Giordan Lighthouse, działająca latarnia morska z 1853 roku
- Ghasri Valley, dolina

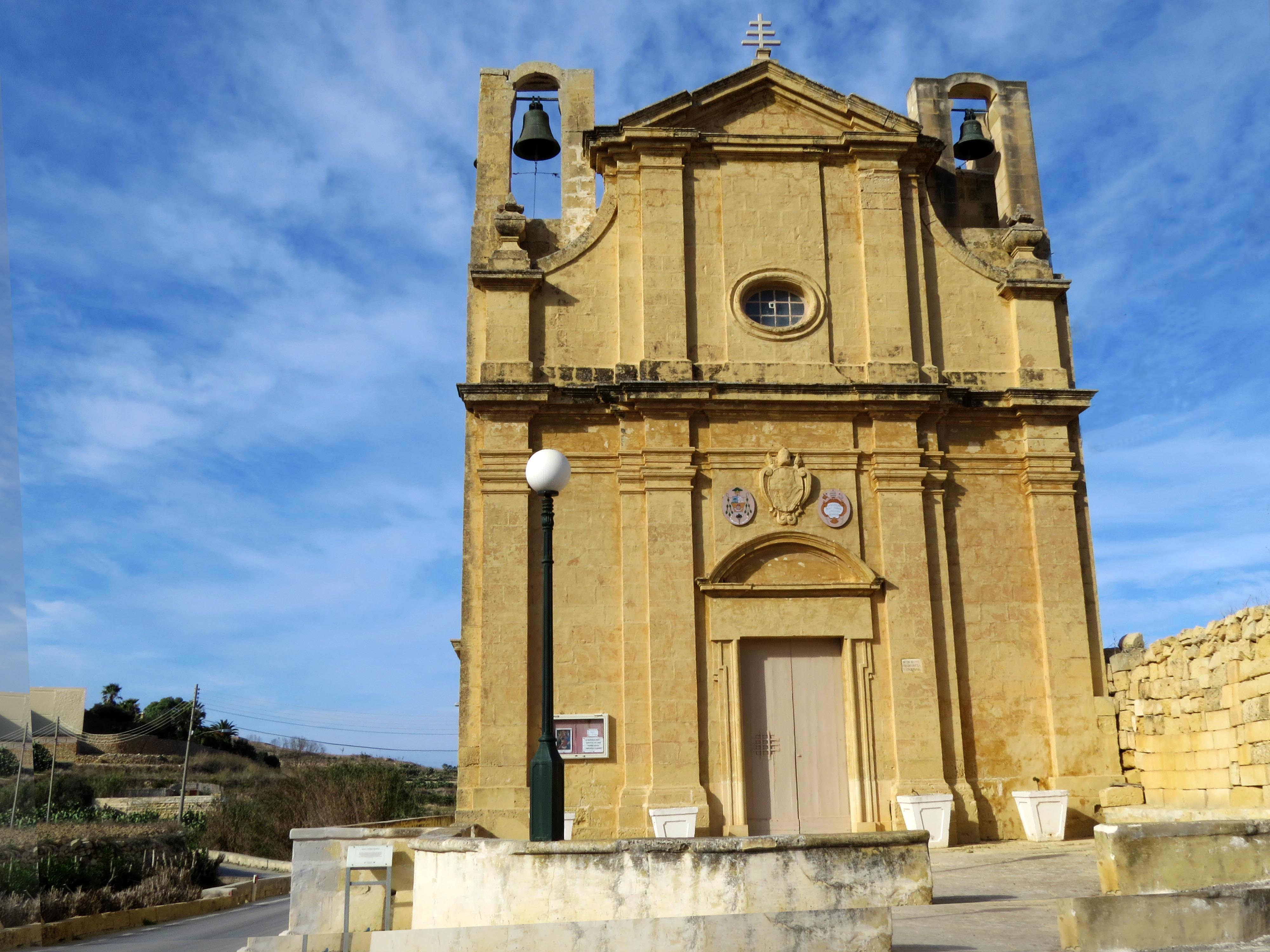
Kaplica
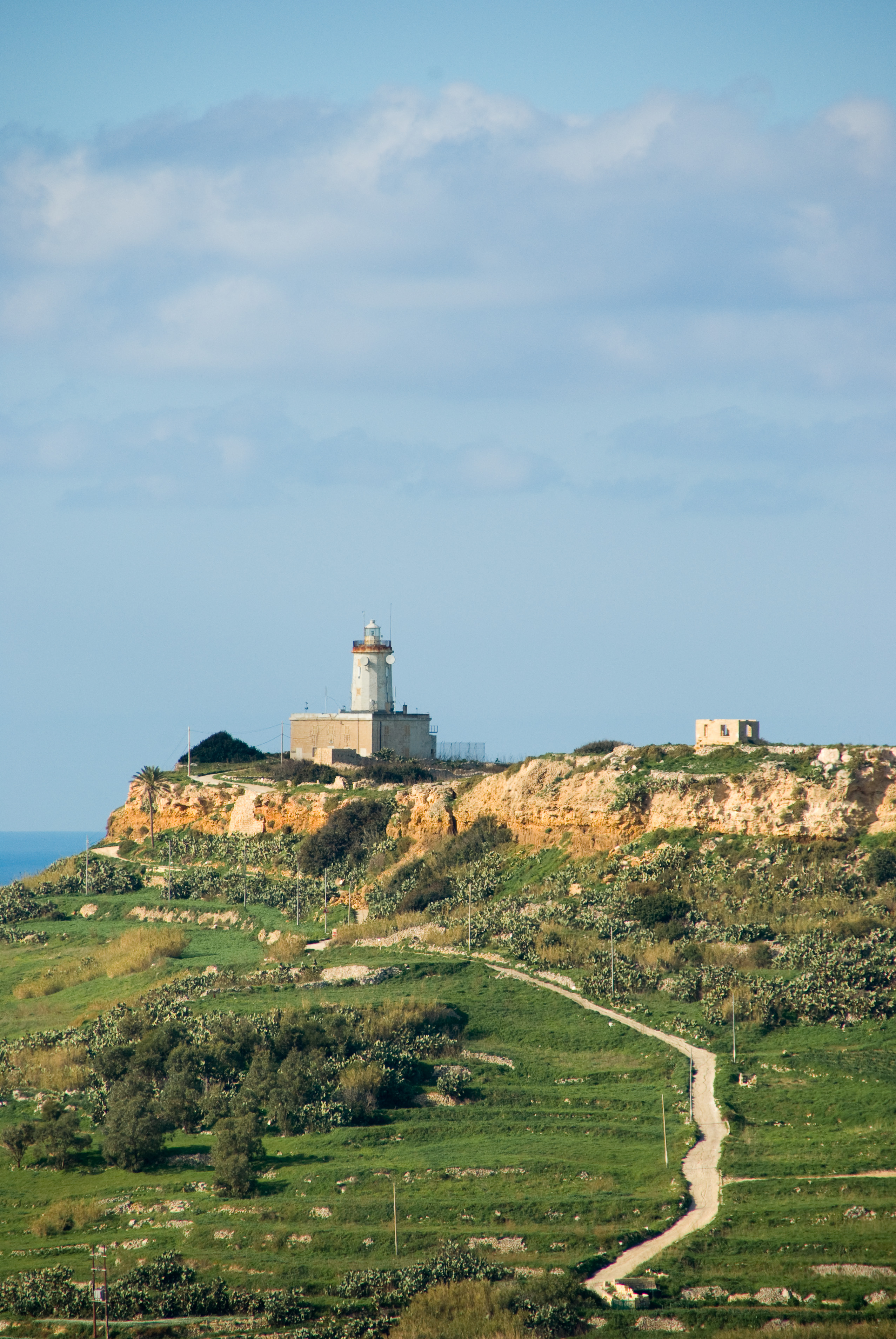
Latarnia morska
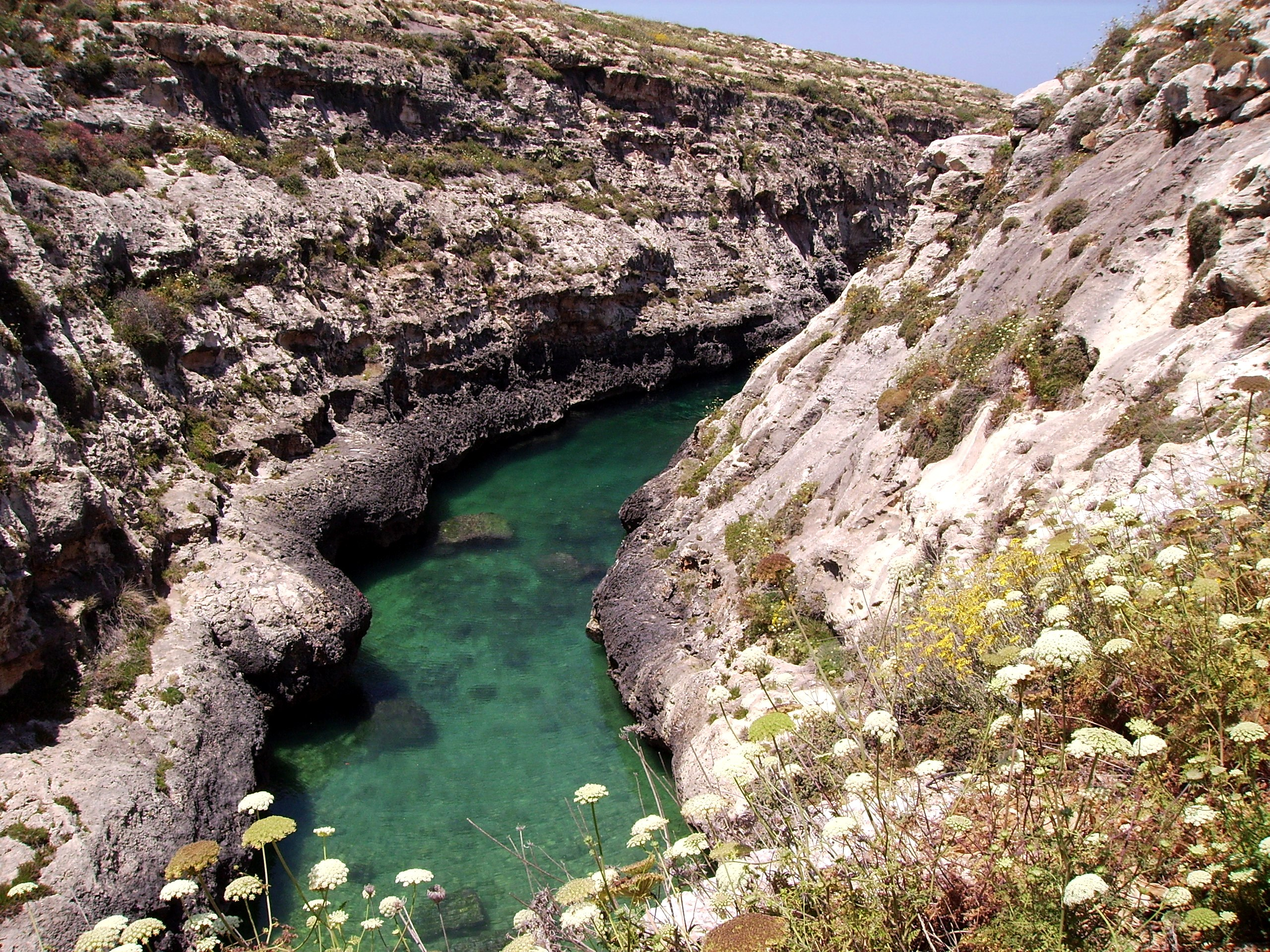
Dolina Wied il-Għasri lub Ghasri Valley